# Isländischer Fußballpokal der Männer 1971
Der isländische Fußballpokal 1971 war die zwölfte Austragung des isländischen Pokalwettbewerbs der Männer. Pokalsieger wurde zum ersten Mal Víkingur Reykjavík. Der Zweitligist setzte sich im Finale am 9. November 1971 im Melavöllur von Reykjavík gegen Breiðablik Kópavogur durch. Titelverteidiger Fram Reykjavík war im Halbfinale gegen den späteren Finalisten Breiðablik Kópavogur ausgeschieden.

## Modus
Die Begegnungen wurden in einem Spiel ausgetragen. Bei unentschiedenem Ausgang wurde das Spiel auf des Gegners Platz wiederholt.

## 1. Runde
| Datum      |                      | Ergebnis |                      |
| ---------- | -------------------- | -------- | -------------------- |
| 13.07.1971 | UMF Selfoss          | 6:0      | Hamar Hveragerði     |
| 08.08.1971 | þróttur Reykjavík    | 4:3      | Reynir Sandgerði     |
| 17.08.1971 | Ármann Reykjavík     | 2:1      | FH Hafnarfjörður     |
| 18.08.1971 | Austri Eskifjörður   | 6:2      | Huginn Seyðisfjörður |
| 21.08.1971 | Haukar Hafnarfjörður | kampflos | UMF Stjarnan         |

## 2. Runde
Teilnehmer: Die fünf Sieger der 1. Runde und elf weitere Mannschaften.
| Datum      |                         | Ergebnis |                    |
| ---------- | ----------------------- | -------- | ------------------ |
| 07.07.1971 | Völsungur Húsavík       | kampflos | Leiftur Reykjavík  |
| 13.07.1971 | ÍB Ísafjörður           | 2:1      | UMF Bolungarvík    |
| 16.07.1971 | UMF Njarðvík            | 3:0      | Víðir Garði        |
| 17.07.1971 | UMF Skallagrímur        | 4:2      | HV Ísafjörður      |
| 18.08.1971 | Leiknir Fáskrúðsfjörður | kampflos | KS Siglufjarðar    |
| 25.08.1971 | þróttur Norðfjörður     | 12:30    | Austri Eskifjörður |
| 04.09.1971 | Haukar Hafnarfjörður    | 1:3      | Ármann Reykjavík   |
| 15.09.1971 | þróttur Reykjavík       | 7:0      | UMF Selfoss        |

## 3. Runde
Teilnehmer: Die acht Sieger der 2. Runde, UMF Grindavík, Hrönn, Siglufjarða aus der dritten Liga und Víkingur Reykjavík aus der 1. Liga.
| Datum      |                     | Ergebnis |                         |
| ---------- | ------------------- | -------- | ----------------------- |
| 21.08.1971 | UMF Skallagrímur    | 1:5      | ÍB Ísafjörður           |
| 30.08.1971 | þróttur Norðfjörður | 8:2      | Leiknir Fáskrúðsfjörður |
| 30.08.1971 | UMF Grindavík       | 1:4      | UMF Njarðvík            |
| 05.09.1971 | KS Siglufjarðar     | 1:5      | Völsungur Húsavík       |
| 06.08.1971 | Víkingur Reykjavík  | 11:00    | Hrönn Reykjavík         |
| 26.09.1971 | þróttur Reykjavík   | 5:1      | Ármann Reykjavík        |

## 4. Runde
Die sechs Sieger der dritten Runde und sechs Erstligisten.
| Datum      |                     | Ergebnis |                      |
| ---------- | ------------------- | -------- | -------------------- |
| 11.09.1971 | UMF Njarðvík        | 1:9      | Víkingur Reykjavík   |
| 02.10.1971 | þróttur Norðfjörður | 2:6      | þróttur Reykjavík    |
| 02.10.1971 | Völsungur Húsavík   | 0:1      | Valur Reykjavík      |
| 03.10.1971 | ÍB Ísafjörður       | 2:3      | ÍBA Akureyri         |
| 09.10.1971 | Fram Reykjavík      | 4:1      | KR Reykjavík         |
| 10.10.1971 | ÍB Keflavík         | 1:2      | Breiðablik Kópavogur |

## Viertelfinale
Teilnehmer: Die sechs Sieger der 4. Runde und mit ÍBV und ÍA Akranes zwei weitere Erstligisten.
| Datum      |                    | Ergebnis |                      |
| ---------- | ------------------ | -------- | -------------------- |
| 10.10.1971 | Víkingur Reykjavík | 3:0      | ÍBA Akureyri         |
| 10.10.1971 | ÍA Akranes         | 4:0      | þróttur Reykjavík    |
| 16.10.1971 | ÍBV Vestmannaeyja  | 1:1      | Fram Reykjavík       |
| 17.10.1971 | Valur Reykjavík    | 1:2      | Breiðablik Kópavogur |

### Wiederholungsspiel
| Datum      |                | Ergebnis |                   |
| ---------- | -------------- | -------- | ----------------- |
| 23.10.1971 | Fram Reykjavík | 1:0      | ÍBV Vestmannaeyja |

## Halbfinale
| Datum      |                      | Ergebnis |                |
| ---------- | -------------------- | -------- | -------------- |
| 24.10.1971 | Víkingur Reykjavík   | 2:0      | ÍA Akranes     |
| 31.10.1971 | Breiðablik Kópavogur | 1:0      | Fram Reykjavík |

## Finale
| Paarung  | Víkingur Reykjavík – Breiðablik Kópavogur |
| Ergebnis | 1:0                                       |
| Datum    | 9. November 1971                          |
| Stadion  | Melavöllur, Reykjavík                     |
| Tore     | 1:0 Jon Olafsson                          |